# Lijst van voetbalinterlands Burkina Faso - Congo-Kinshasa
Deze lijst van voetbalinterlands is een overzicht van alle officiële voetbalwedstrijden tussen de nationale teams van Burkina Faso (dat tot 1984 Opper-Volta heette) en Congo-Kinshasa (dat van 1971 tot 1997 Zaïre heette). De landen hebben tot op heden tien keer tegen elkaar gespeeld. De eerste ontmoeting was een kwalificatiewedstrijd voor de Afrika Cup 1974 op 16 september 1973 op een onbekende locatie in Opper-Volta. Het laatste duel, een vriendschappelijke wedstrijd, werd gespeeld in Abu Dhabi (Verenigde Arabische Emiraten) op 10 januari 2024.

## Wedstrijden
| №  | Plaats      | Datum             | Competitie                   | Wedstrijd                     | Uitslag |
| -- | ----------- | ----------------- | ---------------------------- | ----------------------------- | ------- |
| 1  | ?           | 16 september 1973 | Afrika Cup 1974 kwalificatie | Opper-Volta − Zaïre           | 0 − 5   |
| 2  | ?           | 30 september 1973 | Afrika Cup 1974 kwalificatie | Zaïre − Opper-Volta           | 4 − 1   |
| 3  | Ouagadougou | 27 februari 1998  | Afrika Cup 1998              | Burkina Faso − Congo-Kinshasa | 4 − 4   |
| 4  | Kinshasa    | 20 juni 2004      | WK 2006 kwalificatie         | Congo-Kinshasa − Burkina Faso | 3 − 2   |
| 5  | Ouagadougou | 18 juni 2005      | WK 2006 kwalificatie         | Burkina Faso − Congo-Kinshasa | 2 − 0   |
| 6  | Kinshasa    | 14 november 2012  | Vriendschappelijk            | Congo-Kinshasa − Burkina Faso | 0 − 1   |
| 7  | Marbella    | 9 juni 2019       | Vriendschappelijk            | Congo-Kinshasa − Burkina Faso | 0 − 0   |
| 8  | El Jadida   | 9 oktober 2020    | Vriendschappelijk            | Burkina Faso − Congo-Kinshasa | 3 − 0   |
| 9  | Casablanca  | 23 september 2022 | Vriendschappelijk            | Congo-Kinshasa − Burkina Faso | 0 − 1   |
| 10 | Abu Dhabi   | 10 januari 2024   | Vriendschappelijk            | Congo-Kinshasa − Burkina Faso | 1 − 2   |

## Samenvatting
| Competitie              | Totaal gespeeld | Winst Burkina Faso | Gelijk | Winst Congo-Kinshasa | Doelsaldo Burkina Faso – Congo-Kinshasa |
| ----------------------- | --------------- | ------------------ | ------ | -------------------- | --------------------------------------- |
| WK-kwalificatie         | 2               | 1                  | 0      | 1                    | 4 − 3                                   |
| Afrika Cup              | 1               | 0                  | 1      | 0                    | 4 − 4                                   |
| Afrika Cup-kwalificatie | 2               | 0                  | 0      | 2                    | 1 − 9                                   |
| Vriendschappelijk       | 5               | 4                  | 1      | 0                    | 7 − 1                                   |
| Totaal                  | 10              | 5                  | 2      | 3                    | 16 − 17                                 |

Wedstrijden bepaald door strafschoppen worden, in lijn met de FIFA, als een gelijkspel gerekend.
FBF · A-internationals · Olympisch elftal · Burkinees vrouwenelftal
1960 – 1969 · 
1970 – 1979 · 
1980 – 1989 · 
1990 – 1999 · 
2000 – 2009 · 
2010 – 2019 ·
2020 − 2029
Algerije ·
Angola ·
Bahrein ·
België ·
Benin ·
Botswana ·
Burundi ·
Centraal-Afrikaanse Republiek ·
Chili ·
Comoren ·
Congo-Brazzaville ·
Congo-Kinshasa ·
Djibouti ·
Egypte ·
Equatoriaal-Guinea ·
Ethiopië ·
Gabon ·
Gambia ·
Ghana ·
Guinee ·
Guinee-Bissau ·
Iran ·
Ivoorkust ·
Kaapverdië ·
Kameroen ·
Kazachstan ·
Kenia ·
Kosovo · 
Lesotho ·
Liberia ·
Libië ·
Madagaskar ·
Malawi ·
Mali ·
Marokko ·
Mauritanië ·
Mozambique ·
Namibië ·
Niger ·
Nigeria ·
Noord-Korea ·
Oeganda ·
Oezbekistan ·
Oman ·
Qatar ·
Senegal ·
Seychellen ·
Sierra Leone ·
Soedan ·
Swaziland ·
Tanzania ·
Togo ·
Tunesië ·
Zambia ·
Zimbabwe ·
Zuid-Afrika ·
Zuid-Korea ·
Zuid-Soedan
Nigeria (2013)
FECOFA · Bondscoaches · Selecties · A-internationals · Vrouwenelftal van Congo-Kinshasa
1960 – 1969 ·
1970 – 1979 ·
1980 – 1989 ·
1990 – 1999 ·
2000 – 2009 ·
2010 – 2019 ·
2020 – 2029
AC 1965 ·
AC 1968 ·
AC 1970 ·
AC 1972 ·
AC 1974 ·
WK 1974 ·
AC 1976 ·
AC 1988 ·
AC 1992 ·
AC 1994 ·
AC 1996 ·
AC 1998 ·
AC 2000 ·
AC 2002 ·
AC 2004 ·
AC 2006 ·
AC 2013
1963 ·
1964 · 
1965 ·
1966 · 
1967 ·
1968 · 
1969 ·
1970 · 
1971 ·
1972 · 
1973 ·
1974 · 
1975 · 
1976 ·
1977 · 
1978 ·
1979 ·
1979 · 
1980 ·
1980 · 
1981 ·
1982 ·
1983 ·
1984 · 
1985 ·
1986 · 
1987 ·
1988 · 
1989 ·
1990 · 
1991 ·
1992 · 
1993 ·
1994 · 
1995 ·
1996 · 
1997 ·
1998 · 
1999 ·
2000 · 
2001 ·
2002 · 
2003 ·
2004 · 
2005 · 
2006 ·
2007 · 
2008 ·
2009 · 
2010 · 
2011 ·
2012 · 
2013 · 
2014 ·
2015 ·
2016 ·
2017 ·
2018 ·
2019 ·
2020 ·
2021 ·
2022 ·
2023
Algerije ·
Angola ·
Bahrein ·
Benin ·
Botswana ·
Brazilië ·
Burkina Faso ·
Burundi ·
Centraal-Afrikaanse Republiek ·
China ·
Congo-Brazzaville ·
Djibouti ·
Egypte ·
Equatoriaal-Guinea ·
Ethiopië ·
Gabon ·
Gambia ·
Ghana ·
Guinee ·
Irak ·
Ivoorkust ·
Joegoslavië ·
Kaapverdië ·
Kameroen ·
Kenia ·
Lesotho ·
Liberia ·
Libië ·
Madagaskar ·
Malawi ·
Mali ·
Marokko ·
Mauritanië ·
Mauritius ·
Mexico ·
Mozambique ·
Namibië ·
Nieuw-Zeeland ·
Niger ·
Nigeria ·
Oeganda ·
Oman ·
Qatar ·
Roemenië ·
Rwanda ·
Saoedi-Arabië ·
Schotland ·
Senegal ·
Seychellen ·
Sierra Leone ·
Soedan ·
Swaziland ·
Tanzania ·
Togo ·
Tsjaad ·
Tunesië ·
Zambia ·
Zimbabwe ·
Zuid-Afrika ·
Zuid-Soedan